# Jabari Smith (2003)
Jabari Montsho Smith jr. (Fayetteville, 13 maggio 2003) è un cestista statunitense, professionista nella NBA con gli Houston Rockets, che lo hanno selezionato come terza scelta assoluta al Draft NBA 2022.

## Biografia
È figlio di Jabari Smith, ex giocatore NBA scelto come 45ª scelta assoluta al Draft NBA 2000 e cugino di Kwame Brown, 1ª scelta assoluta al Draft NBA 2001.

## High school
Smith ha iniziato a giocare a pallacanestro al secondo anno alla Sandy Creek High School di Tyrone, in Georgia. Al terzo anno ha registrato una media di 24,5 punti, 10,8 rimbalzi e 2,8 blocchi a partita. Nella sua stagione da senior, Smith ha registrato una media di 24 punti, 10 rimbalzi, tre rubate e tre blocchi a partita, portando la sua squadra al secondo posto nella classe 3A. È stato nominato Mr. Georgia Basketball, Georgia Gatorade Player of the Year e The Atlanta Journal-Constitution All-Classification Player of the Year. Smith è stato selezionato per i roster del McDonald's All-American Game, del Jordan Brand Classic e del Nike Hoop Summit. Ha gareggiato per gli Atlanta Celtics nel circuito Amateur Athletic Union.

## College
Dopo aver giocato per una stagione alla Auburn University, nel 2021 Smith ha fatto il suo debutto al college contro Morehead State con una vittoria 77-54 per gli Auburn Tigers. Il 16 febbraio 2022, Smith ha registrato un season-high di 31 punti in una vittoria 94-80 contro Vanderbilt. Come rookie, ha registrato una media di 16,9 punti, 7,4 rimbalzi e due assist a partita. Al termine della sua stagione da rookie, Smith è stato insignito di numerosi riconoscimenti, tra cui la nomina a matricola dell'anno della SEC, a membro della prima squadra All-SEC e la seconda squadra All American. Il 5 aprile 2022, Smith si è dichiarato pronto per il draft NBA 2022, rinunciando all'eleggibilità al college. Smith è stato indicato come una delle prime tre scelte del draft NBA 2022 e come potenziale prima scelta.
Il 23 giugno 2022 è stato scelto dagli Houston Rockets con la 3ª scelta assoluta al Draft NBA 2022.

## NBA

### Houston Rockets (2022-)
Nella notte del Draft NBA 2022, nonostante molti si aspettassero che Smith fosse scelto al primo posto assoluto dagli Orlando Magic, che avevano vinto la lotteria del Draft 2022, Smith è stato invece selezionato con la terza scelta assoluta dagli Houston Rockets.

## Statistiche

### NCAA
| Anno      | Squadra       | PG | PT | MP   | TC%  | 3P%  | TL%  | RP  | AP  | PRP | SP  | PP   |
| --------- | ------------- | -- | -- | ---- | ---- | ---- | ---- | --- | --- | --- | --- | ---- |
| 2021-2022 | Auburn Tigers | 34 | 33 | 28,8 | 42,9 | 42,0 | 79,9 | 7,4 | 2,0 | 1,1 | 1,0 | 16,9 |
| Carriera  | Carriera      | 34 | 33 | 28,8 | 42,9 | 42,0 | 79,9 | 7,4 | 2,0 | 1,1 | 1,0 | 16,9 |

#### Massimi in carriera
- Massimo di punti: 31 vs Vanderbilt (16 febbraio 2022)[8]
- Massimo di rimbalzi: 15 vs Miami (20 marzo 2022)
- Massimo di assist: 5 vs Mississippi (23 febbraio 2022)
- Massimo di palle rubate: 4 vs Louisiana-Monroe (12 novembre 2021)
- Massimo di stoppate: 4 vs Alabama (11 gennaio 2022)
- Massimo di minuti giocati: 39 vs Connecticut (24 novembre 2021)

### NBA

#### Regular Season
| Anno      | Squadra         | PG  | PT  | MP   | TC%  | 3P%  | TL%  | RP  | AP  | PRP | SP  | PP   |
| --------- | --------------- | --- | --- | ---- | ---- | ---- | ---- | --- | --- | --- | --- | ---- |
| 2022-2023 | Houston Rockets | 79  | 79  | 31,0 | 40,8 | 30,7 | 78,6 | 7,2 | 1,3 | 0,5 | 0,9 | 12,8 |
| 2023-2024 | Houston Rockets | 76  | 76  | 31,9 | 45,4 | 36,3 | 81,1 | 8,1 | 1,6 | 0,7 | 0,8 | 13,7 |
| 2024-2025 | Houston Rockets | 57  | 39  | 30,1 | 43,8 | 35,4 | 82,5 | 7,0 | 1,1 | 0,4 | 0,7 | 12,2 |
| Carriera  | Carriera        | 212 | 194 | 31,1 | 43,2 | 34,0 | 80,5 | 7,5 | 1,3 | 0,6 | 0,8 | 13,0 |

#### Playoffs
| Anno     | Squadra         | PG | PT | MP   | TC%  | 3P%  | TL%  | RP  | AP  | PRP | SP  | PP  |
| -------- | --------------- | -- | -- | ---- | ---- | ---- | ---- | --- | --- | --- | --- | --- |
| 2025     | Houston Rockets | 7  | 0  | 20,4 | 50,0 | 45,5 | 80,0 | 3,9 | 0,6 | 0,1 | 0,7 | 7,4 |
| Carriera | Carriera        | 7  | 0  | 20,4 | 50,0 | 45,5 | 80,0 | 3,9 | 0,6 | 0,1 | 0,7 | 7,4 |

#### Massimi in carriera
- Massimo di punti: 34 vs Atlanta Hawks (20 dicembre 2023)
- Massimo di rimbalzi: 18 vs Oklahoma City Thunder (6 Dicembre 2023)
- Massimo di assist: 6 vs New York Knicks (27 marzo 2023)
- Massimo di palle rubate: 4 vs Atlanta Hawks (10 febbraio 2024)
- Massimo di stoppate: 4 (3 volte)
- Massimo di minuti giocati: 47 vs Indiana Pacers (9 marzo 2023)

## Palmarès
- McDonald's All-American Game (2021)
- Jordan Brand Classic (2021)
- Nike Hoop Summit (2021)
- NBA All-Rookie Second Team (2023)